# Ciocalypta expanda
Ciocalypta expanda är en svampdjursart som beskrevs av Tanita och Kazuo Hoshino 1989. Ciocalypta expanda ingår i släktet Ciocalypta och familjen Halichondriidae.
Artens utbredningsområde är havet kring Japan. Inga underarter finns listade i Catalogue of Life.